# Subarnapur (Nepal)
Subarnapur (Nepali सुवर्णपुर Suvarṇapur) ist ein Dorf und ein Village Development Committee (VDC) in Südzentral-Nepal. 
Subarnapur liegt im Terai und liegt in der Region Madhya unweit der indischen Grenze. Das VDC befindet sich im Distrikt Parsa. 
Subarnapur hatte im Jahr 2001 3755 Einwohner, davon waren 48,1 % Männer und 51,9 % Frauen.
Bei der Volkszählung 2011 hatte Subarnapur 3452 Einwohner (davon 1582 männlich) in 774 Haushalten.